# Les Cars Perrier
Les Cars Perrier, est une compagnie de transport d'Île-de-France, filiale de RATP Cap Île-de-France. Basée à Trappes dans le département des Yvelines, elle exploitait la majeure partie du réseau de bus Sqybus.

## Histoire
Créée en 1975, la société Les Cars Perrier passe sous le contrôle de la Régie autonome des transports parisiens (RATP) en 2005 lors de son rachat total.
Le 1er janvier 2023, l'ensemble des lignes exploitées par la société sont reprises par Francilité Saint-Quentin-en-Yvelines dans le cadre du réseau de bus de Saint-Quentin-en-Yvelines.

## Statut administratif
La société est filiale à 100 % de la RATP par l'intermédiaire de sa filiale RATP Cap Île-de-France,.